# Тайна (фильм, 2006)
«Та́йна» (также «Секре́т»; англ. The Secret) — австралийский документальный фильм, выпущенный кинокомпанией «Prime Time Productions» в 2006 году, по которому впоследствии вышла одноимённая книга австралийки Ронды Берн. В фильме обобщаются некоторые идеи «философии нового мышления», в частности — способность человека силой своей мысли влиять на окружающую реальность в силу вселенского Закона притяжения, способность к самоисцелению, материализация страхов и желаний.
Фильм состоит из интервью различных деятелей в области преподавания, богословия, философии, финансов, фэн-шуй, медицины и личностного развития. На протяжении всего фильма эти люди излагают основные философские принципы фильма, сопровождая изложение рассказами о себе, примерами из своей личной жизни о том, как знание «Тайны» полностью изменило их жизнь. Фильм включает многочисленные цитаты, а также ссылается на такие научные идеи, как многомировая интерпретация квантовой механики и антропный принцип.

## Сюжет
Фильм состоит из рассказов разных людей, включая саму Ронду Берн, а также других приглашённых гостей, о том, как ими была открыта важная тайна о способе, которым устроена Вселенная, и о том, как знание этой тайны помогло им в их жизни.

### Закон притяжения
По мнению авторов, существует прямая причинно-следственная связь между тем, о чём человек думает и чего ожидает, и событиями, с которыми человек ежедневно сталкивается в реальности. «Тайной» в фильме и именуется тот самый «закон притяжения», сущность которого, по мнению создателей, состоит в связях между мыслями человека и окружающей его реальностью, по принципу «подобное притягивает подобное».
Позитивное или негативное в жизни человека является результатом его позитивных или негативных мыслей. Вселенная стремится оправдать человеческие ожидания. Таким образом, открыв письмо и ожидая увидеть там «…счёт на оплату, человек увидит счёт, а ожидая увидеть денежный перевод, увидит денежный перевод…».

## Эстер Хикс
В первоначальной версии фильма есть кадры с американским медиумом Эстер Хикс, она была центральным источником вдохновения для фильма. Кадры с участием Эстер были удалены из более позднего «Расширенного издания» после того, как создательница фильма Ронда Бирн, которая участвовала в договорных спорах и судебных разбирательствах в отношении фильма, расторгла первоначальный контракт, касающийся участия Хикс, и попросила чтобы Эстер навсегда отказалась от своих «прав интеллектуальной собственности в этих областях». В открытом письме, размещенном в Интернете, Хикс заявила, что ей «было неудобно из-за того, что нам казалось довольно агрессивной маркетинговой кампанией», и что в конечном итоге Абрахам дал ей следующий совет: «Всякий раз, когда вам предъявляют ультиматум, в котором говорится: „если ты не сделаешь этого, то нам придётся сделать то-то и то-то“, лучше всего просто отпустить это и двигаться дальше. Иначе всегда будет другое, и это, и это, и это». Письмо не осуждает Ронду, но разъясняет, почему Эстер больше не появляется в «Секрете» .
С тех пор Хикс разместила на YouTube видео, в котором подробно объясняет свой дискомфорт с «Секретом» и, наконец, своё решение прекратить участие в фильме.

## Реакция
Фильм вышел на экраны в 2006 году. В то же время был создан официальный веб-сайт фильма, где все желающие могли его посмотреть за плату в размере 4,95 доллара. Успех фильма был отмечен американскими СМИ. 2 ноября 2006 года в «Шоу Ларри Кинга» на канале CNN собрались четверо участников фильма. В их числе была Дж. Найт, утверждающая, что передаёт через себя знания невидимого духа, жившего на земле 35 тысяч лет тому назад. Приглашённые говорили о том, что наука доказала существование закона притяжения. Боб Проктор и Джон Ассараф были приглашены в «Шоу Эллен Дедженерис» 1 декабря 2006 года.
В ноябре 2006 года Ронда Берн выпустила первую версию своей книги «Тайна» — сборник цитат из фильма. Месяц спустя свет увидела вторая, расширенная версия книги.
8 февраля 2007 года Ронда Берн в сопровождении нескольких участников фильма появилась в «Шоу Опры Уинфри». Опра заявила, что её собственный успех базируется на принципах, изложенных в «Тайне». Успех передачи был таков, что 16 февраля 2007 года своё шоу Опра целиком посвятила фильму «Тайна».

### В России
На русском языке книга «Тайна» была опубликована в 2008 году (пер. с английского А. Олефир).
Вадим Демчог написал сценарий спектакля по мотивам фильма «Секрет», отличающийся переработкой псевдодокументальности в художественные образы и дополненный собственным трансперсональным опытом. Радиоспектакль под названием «Зритель» вышел в эфир в 2008 году в авторском проекте «Фрэнки-шоу».

## Критика
Идеи фильма в целом имеют сходство с принципами философии «Нью-эйдж» и идеями учения о трансерфинге реальности.
Роберт Тодд Кэрролл отмечал, что «закон притяжения» в том виде, в котором он представлен авторами в фильме, не может считаться научно подтверждённым. Это не противоречит тому, что существуют факты, когда ожидания субъекта или группы влияют на реальность согласно ожиданиям, так как предпринимаются определённые действия или испытываются определённые эмоции.
Научно подтверждены эффекты плацебо и ноцебо, эффект Розенталя. Как частный случай можно привести пример из экономической практики, когда инфляционные ожидания общества оказывают влияние на инфляцию (человек, ожидая высокой инфляции, скупает товары, а не откладывает деньги) или ожиданий роста экономики на экономику (ожидая рост, предприниматели становятся более активными и сами формируют рост). Однако во всех перечисленных случаях влияние указанных эффектов не является абсолютным. Существуют другие параметры, от которых результат зависит в существенно большей степени, чем от ожиданий.
Мэри Кармайкл и Бенджамин Редфорд в американском журнале Skeptical Inquirer обратили внимание, что закон притяжения не соответствует критерию опровергаемости, что означает, что данный закон не является научным. В фильме не описаны конкретные механизмы, по которым Вселенная читает мысли. Влияние наблюдения на результат существует для малых субатомных частиц (поскольку мы можем исследовать их только через такие же частицы), однако роль наблюдения в процессах, связанных с макрообъектами («когда вы сбрасываете вес или получаете счета на оплату») не доказана и непроверяема. В конце заметки авторы указывают, что «полки Нью Эйдж литературы переполнены книгами, раскрывающими тайны вселенной. Если бы эти книги, XIX века или нынешнего, действительно рассказывали нам секрет успеха и счастья, вся индустрия их написания уже обанкротилась бы».
Журналист Кэтрин Беннет в статье в газете The Guardian высказала мнение, что фильм представляет собой «идиотский гимн жадности и эгоизму», а также что в нём «…пропагандируются отвратительные идеи, будто жертвы катастроф сами во всём виноваты».